# Alan Hansen
Alan David Hansen (* 13. Juni 1955 in Alloa, Schottland) ist ein ehemaliger schottischer Fußballspieler und war dabei einer der spielstärksten Innenverteidiger seiner Generation. Er war langjährig als Experte und Co-Kommentator bei der BBC aktiv.

## Sportlicher Werdegang
Alan Hansen schloss sich in jungen Jahren dem Verein Partick Thistle an, wo zu diesem Zeitpunkt ebenfalls sein Bruder John spielte, und entschied sich dadurch gleichzeitig dafür, seine Studienpläne in Aberdeen zu verwerfen. Bei diesem relativ kleinen schottischen Klub spielte er zwischen 1973 und 1977, fiel dabei durch sein sehr sicheres Stellungsspiel in der Defensivmitte positiv auf und wurde von einer Reihe größerer Vereine in Augenschein genommen.
Für die Ablösesumme von 110.000 britischen Pfund wechselte er im April 1977 zum FC Liverpool an die Anfield Road, der in diesem Jahr gerade um den Gewinn eines bis dato einmaligen „Triples“ aus englischer Meisterschaft, FA-Cup-Sieg und Europapokal der Landesmeister spielte (dies gelang nicht, da der Verein zwar die Meisterschaft und den Europapokal gewann, aber in FA-Cup-Finale Manchester United unterlag). In der anschließenden Saison 1977/78 wurde Hansen sporadisch in der ersten Mannschaft eingesetzt. Das Finale im Ligapokal – das Liverpool nach einem Wiederholungsspiel gegen Nottingham Forest verlor – spielte Hansen zwar noch nicht. Er kam dann aber im erneuten Europapokalendspiel im Wembley-Stadion gegen den FC Brügge zu dem ersten Höhepunkt in seiner sportlichen Laufbahn (Liverpool siegte in dieser Partie mit 1:0).
In der darauf folgenden Spielzeit entwickelte sich Hansen immer mehr zum Stammspieler auf der Innenverteidigerposition und verdrängte dabei auf dem Weg zum erneuten Meisterschaftsgewinn des FC Liverpool den altgedienten Mannschaftskapitän Emlyn Hughes, der dann im August 1979 an die Wolverhampton Wanderers verkauft wurde. Außerdem kam Hansen am 19. Mai 1979 gegen Wales zu seinem ersten Länderspiel für die schottische Nationalmannschaft, wobei diese Karriere im weiteren Verlauf mehr von Rückschlägen gekennzeichnet sein sollte.
Die bereits in der zweiten Hälfte der 1970er-Jahre herrschende Dominanz des FC Liverpool setzte sich auch zu Beginn des folgenden Jahrzehnts durch den erneuten Gewinn der Meisterschaft 1980 fort. Dem folgte ein Jahr später der Sieg im Ligapokal, in dessen Finale Hansen beim 2:1 gegen West Ham United im Wiederholungsspiel den Siegtreffer beisteuerte. Den Europapokal der Landesmeister gewann der FC Liverpool 1981 ein weiteres Mal und schlug dabei im Endspiel Real Madrid mit 1:0. Auch 1982 ging der englische Meistertitel an die Anfield Road. Dazu gesellte sich der Sieg im Ligapokal, wobei Hansen aufgrund einer Verletzung am Endspieltriumph gegen Tottenham Hotspur nicht teilnehmen konnte. Im Sommer des Jahres wurde er in den Kader Schottlands für die WM 1982 in Spanien berufen. Die relativ hohen Erwartungen – mit Spielern wie Graeme Souness, Steve Archibald und Gordon Strachan – konnten nicht erfüllt werden und Hansen unterlief in Koproduktion mit seinem Defensivpartner Willie Miller ein folgenschwerer Fehler im entscheidenden Spiel der ersten Gruppenphase gegen die Sowjetunion, der zum zwischenzeitlichen 1:2-Rückstand durch Ramas Schengelia führte und mitverantwortlich für das frühzeitige Ausscheiden aus dem Turnier war.
Im Vereinsfußball konnte er jedoch wieder Erfolge feiern, gewann neben der Meisterschaft im Jahre 1983 eine weitere Ligapokaltrophäe und schlug dabei mit seinem Team im Finale Manchester United. Genau diese beiden Erfolge wiederholte der FC Liverpool im folgenden Jahr, wobei Hansen in einer strittigen Szene im Ligapokalendspiel im Zentrum stand. Hansen wehrte einen Schuss des Gegners und Lokalrivalen FC Everton auf der eigenen Torlinie mutmaßlich regelwidrig ab. Trotz großer Proteste wurde Everton ein Elfmeter verwehrt und die Partie musste in einem Wiederholungsspiel entschieden werden, das dann Liverpool für sich entscheiden konnte. Ein weiterer großer Erfolg war dann im folgenden Jahr der Gewinn dreier Trophäen. Neben dem Ligapokal und der Meisterschaft siegte Hansen mit dem FC Liverpool – zum dritten und letzten Mal – im europäischen Landesmeisterwettbewerb. Das Endspiel gegen den AS Rom endet nach der regulären Spielzeit mit einem 1:1-Remis und fand nach Elfmeterschießen in dem englischen Klub seinen Sieger.
Die nächste Saison 1984/85 sollte dem FC Liverpool nach langer Zeit wieder einmal keinen Titelgewinn bescheren und endete gar im Europapokal in einer der größten Katastrophen in der Fußballgeschichte. Nach der Tragödie im Heysel-Stadion, bei der 39 Anhänger von Juventus Turin nach gewalttätigen Ausschreitungen im Stadion zu Tode gekommen waren, wurde der FC Liverpool für sieben Jahre von allen europäischen Vereinswettbewerben ausgeschlossen. Das unwichtig gewordene Endspiel, das Liverpool mit 0:1 verlor, sollte Hansens letztes Europapokalspiel sein.
Nach den Vorfällen im Heysel-Stadion trat Liverpools Trainer Joe Fagan von seinem Amt zurück. Ihm folgte Hansens schottischer Freund und Mannschaftskamerad Kenny Dalglish als neuer Spielertrainer. Dalglish ernannte Hansen zum neuen Kapitän und dieser führte das Team zu einem Double aus englischer Meisterschaft und FA-Cup-Gewinn. Damit war der FC Liverpool – nach zuletzt Tottenham Hotspur 1961 und dem FC Arsenal zehn Jahre später – der erst dritte Verein im 20. Jahrhundert, dem dies gelang. Hansen nahm als Mannschaftsführer beide Pokale entgegen und komplettierte mit dem Sieg im FA Cup seine Sammlung der wichtigsten heimischen Trophäen.
In der schottischen Nationalmannschaft kam er im Jahre 1987 zu seinem 26. und letzten Länderspiel. Der Grund für seine verhältnismäßig geringe Anzahl an Einsätzen lang darin begründet, dass in den späteren 1970ern und den anschließenden 1980er-Jahren Miller und Alex McLeish in ihrem Verein FC Aberdeen, der in dieser Zeit unter dem damaligen Trainer Alex Ferguson dominierend in Schottland war, ein eingespieltes Duo bildeten und daher auch die Verwendung in der schottischen Auswahlelf sinnvoll war. Dies führte sogar dazu, dass Ferguson im Amt des vorübergehenden Nationaltrainers – nach dem plötzlichen Tod von Jock Stein – Hansen aus dem Kader für die Fußball-Weltmeisterschaft 1986 in Mexiko strich. Diese Entscheidung wurde sehr stark in der Öffentlichkeit kritisiert und führte dazu, dass Dalglish seine Solidarität mit seinem Vereinskollegen durch seinen gleichzeitigen Verzicht auf eine Teilnahme an dem Turnier bekundete.
Das Jahr 1987 war die zweite Saison Hansens, in der er keinen Titel gewinnen konnte. Im Ligapokalfinale unterlag er mit Liverpool dem FC Arsenal mit 1:2 und die Meisterschaft konnte sich der Rivale aus Everton sichern. Dafür revanchierte sich der FC Liverpool nur ein Jahr später, als Hansen, der als einer der technisch besten Spieler des Vereins aller Zeiten gilt, seine Mannschaft zur englischen Meisterschaft – Hansens siebtem Meistertitel – führte und auf dem Weg dorthin nur in zwei Spielen unterlag. In einer der größten Sensationen der englischen FA-Cup-Geschichte unterlag der Verein anschließend im Endspiel des Wettbewerbs dem FC Wimbledon mit 0:1.
Aufgrund einer Knieverletzung verpasste Hansen einen Großteil der Saison 1988/89, erkämpfte sich aber in der Rückserie seinen Stammplatz wieder zurück. Diese für den Verein erfolgreich verlaufende Spielzeit führte knapp vier Jahre nach den Ereignissen im Heysel-Stadion zu einer erneuten Katastrophe, als 96 Anhänger des FC Liverpool bei der Hillsborough-Katastrophe starben. Wie zahlreiche seiner Mannschaftskameraden erschütterte diese Tragödie Hansen schwer und gemeinsam wohnten sie zwölf Beerdigungen bei und besuchten die Fans im Krankenhaus. Liverpool gewann im weiteren Verlauf nach einem Endspielsieg gegen Everton den FA Cup, wobei die Rolle des Mannschaftskapitäns mittlerweile auf Ronnie Whelan übertragen worden war, der zuvor Hansen in diesem Amt vertreten hatte und dieses auch anschließend nicht mehr abgab. In der Meisterschaft verlor der FC Liverpool nach einem Gegentor in der letzten Minute durch Michael Thomas im entscheidenden Heimspiel gegen den FC Arsenal und verpasste damit die einmalige Chance auf ein zweites Double.
In der Folgezeit wurden Hansens Einsätze seltener, da die fortbestehenden Knieprobleme negative Auswirkungen auf seine Fitness hatten. Dennoch konnte er noch einmal eine Meisterschaft mit dem FC Liverpool gewinnen, wobei der achtmalige Gewinn des englischen Titels bis zum heutigen Tage einen Rekord darstellt (neben ihm konnten nur noch sein ehemaliger Teamkollege Phil Neal und der Flügelspieler von Manchester United Ryan Giggs diese Leistung erbringen). Auch in der anschließenden Spielzeit kämpfte Liverpool um den Gewinn der Doubles, verlor jedoch in einem spannenden FA-Cup-Halbfinale mit 3:4 gegen Crystal Palace. Hansen versuchte trotz seiner Knieprobleme seine Karriere fortzusetzen, musste dann aber doch 1991 seiner Laufbahn ein Ende setzen.
Hansen wird als einer der technisch begabtesten Innenverteidiger in der Geschichte des britischen Fußballs angesehen. Zu seinen Stärken gehörten dabei die Spieleröffnung aus der Defensive heraus, die den Eindruck einer gewissen Leichtigkeit vermittelten. Nach seiner Spielerkarriere wurde „Jocky“, wie Hansen auch genannt wurde, häufig mit dem Traineramt bei seinem alten Verein in Verbindung gebracht, was jedoch nie zustande kam.

## Fernsehlaufbahn
Bereits kurz nach dem Ende seiner aktiven Zeit wurde Hansen von dem Fernsehsender Sky Television unter Vertrag genommen, wo Hansen fortan als Experte und bei Spielzusammenfassungen mitwirkte. Schnell machte er sich auch dort einen Namen, überzeugte durch seine ausgewogenen Kommentare und erhielt ein Angebot von der BBC, das er annahm. Hansen ist seitdem dort als ständiger Chefanalyst zuständig. Im Unterschied zu vielen anderen ehemaligen Spielern, die sich später im Medienbereich engagierten, lehnte Hansen dabei immer die Rolle des Co-Kommentators ab und bevorzugt stattdessen die Arbeit in einem Fernsehstudio (oder bei Livespielen in einem Studio im Stadion).
Im Jahre 1994 wurde er als Trainernachfolger von Graeme Souness beim FC Liverpool gehandelt. Er erteilte dem Vorhaben aber eine deutliche Absage, als er bekundete, kein Interesse an der Trainerarbeit zu haben, was er auch bis zur Verpflichtung von Roy Evans beständig wiederholte.
Aufsehen erregte er 1994 mit einem Kommentar zum Weltmeisterschaftsspiel zwischen Argentinien und Rumänien. Hansen sagte: „der argentinische Spieler verdient es, für einen solchen Fehler erschossen zu werden“. Einen Tag zuvor war Andrés Escobar, ein kolumbianischer Spieler, wegen eines Eigentores in Kolumbien erschossen worden. Die BBC entschuldigte sich öffentlich für Hansens Benehmen.
Nach einer Auftaktniederlage von Manchester United gegen Aston Villa im Jahre 1995, in der Manchester zahlreiche junge Spieler eingesetzt hatte, äußerte sich Hansen mit den später oft zitierten Worten „You won't win anything with kids.“ (deutsch: „Mit Kindern wirst du nichts gewinnen.“). Dieser berühmten Fehleinschätzung der Mannschaft von Manchester United zum Trotz, gewann das so gescholtene Team, in dessen Reihen Gary Neville, Phil Neville, David Beckham, Paul Scholes und Nicky Butt – alle 20 Jahre alt oder jünger – standen, im weiteren Verlauf das Double aus Meisterschaft und FA Cup und besiegte dabei im Pokalendspiel mit dem FC Liverpool Hansens ehemaligen Verein.
Hansen war von 1992 bis 2014 in der Fußballberichterstattung der BBC – sowohl für die englischen Wettbewerbe, als auch bei internationalen Turnieren – tätig. Neben dem Fußball ist er zudem ein talentierter Golfspieler, moderierte Dokumentationen über diesen Sport und kommentierte Masters-Turniere für seinen Sender. Außerdem präsentierte er Reportagen über den Wandel hin zum modernen Fußball und übernahm diverse Rollen in der Werbung. Darüber hinaus betätigte er sich als Kolumnist für den Daily Telegraph und die Website der BBC.
Im Jahre 2006 wurde Hansen in die englische Hall of Fame aufgenommen.
Hansen ist mit seiner Frau Janet verheiratet. Sie haben gemeinsam einen Sohn und eine Tochter. 2025 wurde er für seine Verdienste um den Fußballsport und seine TV-Karriere zum Member des Order of the British Empire (MBE) ernannt.

## Vereinsstationen
- Partick Thistle (1973–1977)
- FC Liverpool (1977–1991)

## Erfolge
- Europapokalsieger der Landesmeister: 1978, 1981, 1984
- Englischer Meister: 1979, 1980, 1982, 1983, 1984, 1986, 1988, 1990
- FA-Cup-Sieger: 1986, 1989
- Englischer-Ligapokal-Sieger: 1981, 1983, 1984
- Community-Shield-Sieger: 1977*, 1979, 1980, 1982, 1986 *(geteilter Titel), 1989